# Гарлі Джейн Козак
Гарлі Джейн Козак (англ. Harley Jane Kozak) — американська акторка та письменниця детективного жанру. З 2004 року опублікувала п'ять романів. Її дебютний роман «Побачення з мерцями» (Dating Dead Men) приніс їй премії Агати, Ентоні та Мекавіті. Дебютувала в кіно у фільмі-слешері «Будинок на Сороріті Роу» (The House on Sorority Row) (1982) і в багатьох серіях грала роль Мері Дюваль у мильній опері «Санта-Барбара» між 1985 і 1989 роками. Пізніше зіграла ролі другого плану у фільмах «Чистий і тверезий» (1988) і «Коли Гаррі зустрів Саллі» (1989), а потім знялася у фільмах «Батьківство» (1989) і «Арахнофобія» (1990). Козак продовжувала зніматися в кіно протягом решти 1990-х і в 2000-х роках, але переважно зосередилася на письменництві.

## Біографія
Народилася у Вілкс-Барре, штат Пенсільванія. При народженні отримала ім'я Сьюзен Джейн Козак. Дочка Дороті (уродженої Таральдсен), викладачки музики в університеті, та Джозефа Алоїзіуса Козака, адвоката. У неї є семеро старших братів і сестер. Їхній батько помер, коли їй був 1 рік. Козак виросла в Лінкольні, штат Небраска.
Навчалася в Університеті Небраска-Лінкольн (University of Nebraska–Lincoln) упродовж трьох семестрів, перш ніж переїхати до Нью-Йорка, де вона працювала офіціанткою протягом десяти років. У цей період відвідувала програму акторської майстерності Нью-Йоркського університету в Школі мистецтв Тіша, яку закінчила в 1980 році. Про своє ім'я Козак сказала, що «Гарлі» походить від колишнього хлопця, який мав мотоцикл Harley-Davidson, і що їй сподобалося прізвисько, пізніше змінила ім'я юридично.
Її кінодебют стався у 1982 році. У серіалі «Санта-Барбара» її героїня загинула внаслідок нещасного випадку, коли гігантська неонова літера «C» впала на неї під час сварки на даху готелю «Кепвелл». Глядачі були настільки розлючені через смерть Мері, що почали кампанію написання листів із вимогою її повторної появи. Шоу отримало таку кількість листів, що врешті продюсери визнали свою помилку і попросили Козак повернутися. Вона відхилила пропозицію, оскільки вже працювала в багатьох інших проектах і пишалася незвичайним способом, яким її героїня пішла. Однак у лютому 1989 року вона ненадовго повернулася в ролі ангела з небес. У 1987 році Гарлі отримала нагороду «Soap Opera Digest Award» за роль Мері.
У 1993—1994 роках Козак зіграла Елісон Гарт, дружину Дейва Гарта, якого грав Бо Бріджес, у комедійному вестерн-серіалі CBS «Люди Заходу». У 1996 році знялася в міні-серіалі «Титанік» (Titanic) разом із Пітером Галлахером і Кетрін Зетою-Джонс. Козак зіграла роль Бесс Еллісон, матері, яка помирає в пошуках свого зниклого малюка в той час, коли тоне «Титанік».
Козак спочатку була обрана на роль Карен Саммлер у телешоу «Одного разу і знову» (Once and Again). Вона знімалась у пілотній серії, але її попросили піти з серіалу, коли вона завагітніла першою дитиною, тому що продюсери не хотіли, щоб її героїня була вагітною.
Також у 1996 році Козак зіграла побиту дружину у створеному для телевізії фільму «Непробачний» (Unforgivable) і отримала схвалення за свою сильну гру. Вона також з'явилася в «Холодному Лазарі», епізоді першого сезону Зоряна брама: SG-1, як Сара О'Ніл.
Козак написала 5 романів: «Побачення з мерцями» (2004), «Побачення — це вбивство» (2005), «Мертвий колишній» (2007) і «Побачення, від якого не можна відмовитися» (2008), у кожному з яких діє дизайнер вітальних листівок детектив Воллі Шеллі, жінка з дуже ексцентричними друзями та родиною. П'ята книга — «Хранитель Місяця», паранормальний романтичний саспенс-роман.
Козак живе в Лос-Анджелесі, Каліфорнія. Вона була одружена двічі: короткий шлюб на початку 1980-х років і другий шлюб з 1997 по 2007 рік з адвокатом у сфері розваг Грегорі Алдісертом, з яким у них троє дітей.

## Твори

### Серія Воллі Шеллі
- Dating Dead Men[en] (Побачення з мерцями) (2004) (отримав премії Агати, Мекавіті, Ентоні)
- Dating Is Murder (Побачення — це вбивство) (2005)
- Dead Ex (Мертвий колишній) (2007)
- A Date You Can't Refuse (Побачення, від якого неможливо відмовитися) (2009)

### З серії «Захисники»
- 2-а книга з цієї серії «Keeper of the Moon» (Захисник Місяця) (2013)

### Антології
- Landmarked for Murder (Орієнтир для вбивства) (2006)

## Фільмографія
- Texas[en] (Техас) (1981—1982) (телесеріал)
- The House on Sorority Row[en] (Будинок на Сороріті-Роу) (1982)
- Дороговказне світло (Guiding Light) (1983—1985) (телесеріал)
- Санта-Барбара (1985—1989) (телесеріал)
- Clean and Sober[en] (Чистий і тверезий) (1988)
- Knightwatch[en] (Лицарський годинник) (1988—1989)
- Коли Гаррі зустрів Саллі (1989)
- Батьківство (1989)
- So Proudly We Hail (З гордістю вітаємо) (1990)
- Side Out[en] (Стороною назовні) (1990)
- Арахнофобія (1990)
- Необхідна жорстокість (1991)
- Взяття Беверлі-Гіллз (1991)
- Все, що я хочу на Різдво (1991)
- The Amy Fisher Story[en] (Історія Емі Фішер) (1992)
- Harts of the West[en] (Гартс із Заходу) (1993—1994)
- Послуга (1994)
- The Android Affair (Справа андроїда) (1995)
- Magic in the Water (Магія у воді) (1995)
- Charlie Grace[en] (Чарлі Грейс) (1995) (телесеріал)
- Bringing up Jack[en] (Виховання Джека) (1995)
- The Nerd (Ботан) (1996)
- Unforgivable[en] (Непробачний) (1996)
- A Friend's Betrayal[en] (Зрада друга) (1996)
- Titanic[en] (Титанік) (1996) мінісеріал
- Зоряна брама: SG-1 (Stargate SG-1) (1997) серіал
- Dark Planet (Темна планета) (1997)
- The Lovemaster[en] (Майстер кохання) (1998)
- The Outer Limits[en] (За межами досяжного) (1997), один з епізодів телесеріалу — «Табір»)
- You Wish[en] (Ти бажаєш) (1997—1998) телесеріал
- Emma's Wish[en] (Бажання Емми) (1998)
- I Love the '80s 3-D[en] (Я люблю 80-і) (2005), документальний серіал, де в епізоді "1989" вона грає сама себе
- The Red Queen (Червона королева) (2009)
- Vipers in the Grass (Гадюки в траві) (2010)
- I Spit on Your Grave III: Vengeance Is Mine[en] (Я плюю на твою могилу III: Прмста мені) (2015)
- A Kind of Magic (Вид магії) (2015)
- The Amaranth (Амарант) (2018)
- More Beautiful for Having Been Broken[en] (Красивіше за те, що було до зламу) (2019)